# Dennis Morgan
Dennis Morgan (20 de diciembre de 1908 – 7 de septiembre de 1994) fue un actor y cantante de nacionalidad estadounidense. 

## Biografía
Su verdadero nombre era Earl Stanley Morner, y utilizó el seudónimo artístico Richard Stanley antes de adoptar su nombre profesional definitivo. Nacido en Prentice (Wisconsin), sus padres eran Grace J. Vandusen y Frank Edward Morner, este último de ascendencia sueca. En 1945 Morgan era "Jefferson Jones" en Christmas in Connecticut, junto a Barbara Stanwyck y Sydney Greenstreet, trabajando más adelante en películas como God Is My Co-Pilot, Kitty Foyle, Perfect Strangers y el musical The Desert Song. 
Morgan fue unos de los primeros actores de Warner Bros. en la década de 1940, trabajando junto a su buen amigo Jack Carson en muchas películas, varias de las cuales eran del género buddy film. Sus mejores años fueron entre 1943 y 1949. Además hizo esporádicos papeles televisivos como artista invitado en la década de 1950, participando en shows como Alfred Hitchcock Presents. Su última actuación fue un ocasional spot televisivo después de 1955. 
En 1958 Morgan encabezó la solicitud de un nuevo parque en La Crescenta-Montrose, California, y dedicó el Parque Two Strike el 4 de julio de 1959. 
Dennis Morgan falleció en Fresno (California), en 1994, a causa de un fallo respiratorio. Fue enterrado en el Cementerio Oakhill de Oakhurst (California).

## Selección de su filmografía
- Suzy (1936)

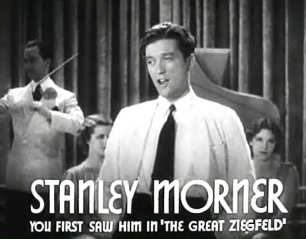
Morgan actuaba con su nombre real, "Stanley Morner", al principio de su carrera, como en Mama Steps Out (1937)

- El gran Ziegfeld (1936, no acreditado)
- Mama Steps Out (1937)
- King of Alcatraz (1938)
- Men with Wings (1938)
- The Return of Doctor X (1939)
- River's End (1939)
- The Fighting 69th (1940)
- Kitty Foyle (1940)
- Affectionately Yours (1941)
- Captains of the Clouds (1942)
- Como ella sola (1942)
- Thank Your Lucky Stars (1943)
- The Desert Song (1943)
- The Hard Way (1943)
- Shine On, Harvest Moon (1944)
- The Very Thought of You (1944)
- God Is My Co-Pilot (1945)
- Christmas in Connecticut (1945)
- Two Guys from Milwaukee (1946)
- My Wild Irish Rose (1947)
- Cheyenne (1947)
- One Sunday Afternoon (1948)
- Two Guys from Texas (1948)
- It's a Great Feeling (1949)
- The Lady Takes a Sailor (1949)
- Perfect Strangers (1950)
- Pretty Baby (1950)
- Painting the Clouds with Sunshine (1951)
- This Woman Is Dangerous (1952)
- Uranium Boom (1956)